# 2023–2024-es magyar labdarúgó-bajnokság (első osztály)
A magyar labdarúgó-bajnokság első osztályának 2023–2024-es szezonja a 122. magyar labdarúgó-bajnokság volt.

## Csapatváltozások a 2022–2023-as szezonhoz képest
Kiesett a másodosztályba
- Budapest Honvéd (a 2022–2023-as NB I 11. helyezettje)
- Vasas FC (a 2022–2023-as NB I 12. helyezettje)

Feljutottak az első osztályba
- Diósgyőri VTK (a 2022–2023-as NB II 1. helyezettje)
- MTK Budapest (a 2022–2023-as NB II 2. helyezettje)

## Résztvevő csapatok

### Résztvevők és stadionjaik
| Debrecen              | Diósgyőr | Fehérvár | Ferencváros              |
| --------------------- | --- | --- | ------------------------ |
| Nagyerdei stadion     | DVTK-stadion | Sóstói Stadion | Groupama Aréna           |
| Férőhely: 20 340      | Férőhely: 14 655 | Férőhely: 14 201 | Férőhely: 22 000         |
|                       | | |                          |
| Kecskemét             | Debrecen Diósgyőr Fehérvár Kecskemét Kisvárda Paks Mezőkövesd Puskás Akadémia Zalaegerszeg A 2023–2024-es NB I. csapatai Ferencváros Újpest MTK A 2023–2024-es NB I. budapesti csapatai | Debrecen Diósgyőr Fehérvár Kecskemét Kisvárda Paks Mezőkövesd Puskás Akadémia Zalaegerszeg A 2023–2024-es NB I. csapatai Ferencváros Újpest MTK A 2023–2024-es NB I. budapesti csapatai | Kisvárda                 |
| Széktói Stadion       | Debrecen Diósgyőr Fehérvár Kecskemét Kisvárda Paks Mezőkövesd Puskás Akadémia Zalaegerszeg A 2023–2024-es NB I. csapatai Ferencváros Újpest MTK A 2023–2024-es NB I. budapesti csapatai | Debrecen Diósgyőr Fehérvár Kecskemét Kisvárda Paks Mezőkövesd Puskás Akadémia Zalaegerszeg A 2023–2024-es NB I. csapatai Ferencváros Újpest MTK A 2023–2024-es NB I. budapesti csapatai | Várkerti Stadion         |
| Férőhely: 6 300       | Debrecen Diósgyőr Fehérvár Kecskemét Kisvárda Paks Mezőkövesd Puskás Akadémia Zalaegerszeg A 2023–2024-es NB I. csapatai Ferencváros Újpest MTK A 2023–2024-es NB I. budapesti csapatai | Debrecen Diósgyőr Fehérvár Kecskemét Kisvárda Paks Mezőkövesd Puskás Akadémia Zalaegerszeg A 2023–2024-es NB I. csapatai Ferencváros Újpest MTK A 2023–2024-es NB I. budapesti csapatai | Férőhely: 2850           |
|                       | Debrecen Diósgyőr Fehérvár Kecskemét Kisvárda Paks Mezőkövesd Puskás Akadémia Zalaegerszeg A 2023–2024-es NB I. csapatai Ferencváros Újpest MTK A 2023–2024-es NB I. budapesti csapatai | Debrecen Diósgyőr Fehérvár Kecskemét Kisvárda Paks Mezőkövesd Puskás Akadémia Zalaegerszeg A 2023–2024-es NB I. csapatai Ferencváros Újpest MTK A 2023–2024-es NB I. budapesti csapatai |                          |
| Mezőkövesd            | Debrecen Diósgyőr Fehérvár Kecskemét Kisvárda Paks Mezőkövesd Puskás Akadémia Zalaegerszeg A 2023–2024-es NB I. csapatai Ferencváros Újpest MTK A 2023–2024-es NB I. budapesti csapatai | Debrecen Diósgyőr Fehérvár Kecskemét Kisvárda Paks Mezőkövesd Puskás Akadémia Zalaegerszeg A 2023–2024-es NB I. csapatai Ferencváros Újpest MTK A 2023–2024-es NB I. budapesti csapatai | MTK                      |
| Városi stadion        | Debrecen Diósgyőr Fehérvár Kecskemét Kisvárda Paks Mezőkövesd Puskás Akadémia Zalaegerszeg A 2023–2024-es NB I. csapatai Ferencváros Újpest MTK A 2023–2024-es NB I. budapesti csapatai | Debrecen Diósgyőr Fehérvár Kecskemét Kisvárda Paks Mezőkövesd Puskás Akadémia Zalaegerszeg A 2023–2024-es NB I. csapatai Ferencváros Újpest MTK A 2023–2024-es NB I. budapesti csapatai | Hidegkuti Nándor Stadion |
| Férőhely: 4183        | Debrecen Diósgyőr Fehérvár Kecskemét Kisvárda Paks Mezőkövesd Puskás Akadémia Zalaegerszeg A 2023–2024-es NB I. csapatai Ferencváros Újpest MTK A 2023–2024-es NB I. budapesti csapatai | Debrecen Diósgyőr Fehérvár Kecskemét Kisvárda Paks Mezőkövesd Puskás Akadémia Zalaegerszeg A 2023–2024-es NB I. csapatai Ferencváros Újpest MTK A 2023–2024-es NB I. budapesti csapatai | Férőhely: 5014           |
|                       | Debrecen Diósgyőr Fehérvár Kecskemét Kisvárda Paks Mezőkövesd Puskás Akadémia Zalaegerszeg A 2023–2024-es NB I. csapatai Ferencváros Újpest MTK A 2023–2024-es NB I. budapesti csapatai | Debrecen Diósgyőr Fehérvár Kecskemét Kisvárda Paks Mezőkövesd Puskás Akadémia Zalaegerszeg A 2023–2024-es NB I. csapatai Ferencváros Újpest MTK A 2023–2024-es NB I. budapesti csapatai |                          |
| Paks                  | Puskás Akadémia | Újpest | Zalaegerszeg             |
| Fehérvári úti stadion | Pancho Aréna | Szusza Ferenc Stadion | ZTE Aréna                |
| Férőhely: 6150        | Férőhely: 3816 | Férőhely: 13 501 | Férőhely: 11 200         |
|                       | | |                          |

### Csapatok adatai
| Csapat               | Elnök           | Szakmai igazgató | Vezetőedző           | Csapatkapitány   | Szerelés   | Mezszponzor                  | A csapat szezonja |
| -------------------- | --------------- | ---------------- | -------------------- | ---------------- | ---------- | ---------------------------- | ----------------- |
| Debreceni VSC        | Thierry Zaengel | Hayk Hovakimyan  | Szrdjan Blagojevics  | Dzsudzsák Balázs | adidas     | Tranzit-Food, EVE, Tippmix   | részletek         |
| Diósgyőri VTK        | Sántha Gergely  | Bajúsz Endre     | Vladimir Radenkovics | Holdampf Gergő   | 2Rule      | Hell Energy, Tippmix         | részletek         |
| Fehérvár FC          | Garancsi István | Juhász Roland    | Bartosz Grzelak      | Fiola Attila     | adidas     | Tippmix                      | részletek         |
| Ferencvárosi TC      | Kubatov Gábor   | Hajnal Tamás     | Leandro (megbízott)  | Dibusz Dénes     | Nike       | Telekom, Tippmix             | részletek         |
| Kecskeméti TE        | dr. Filus Andor | Tóth Ákos        | Szabó István         | Vágó Levente     | Zeus Sport | HÉP, Tippmix                 | részletek         |
| Kisvárda Master Good | Forrás Zoltán   | Révész Attila    | Feczkó Tamás         | Lucas            | adidas     | Master Good, Tippmix         | részletek         |
| Mezőkövesd Zsóry FC  | Tállai András   | Tóth László      | Milan Milanovics     | Cseri Tamás      | Joma       | Zsóry fürdő, Tippmix         | részletek         |
| MTK Budapest FC      | Zakor Sándor    | Selei András     | Horváth Dávid        | Kata Mihály      | Nike       | Prohuman, Tippmix            | részletek         |
| Paksi FC             | Bognár Péter    | Haraszti Zsolt   | Bognár György        | Szabó János      | Jako       | Tippmix                      | részletek         |
| Puskás Akadémia      | Mészáros Lőrinc | Tóth Balázs      | Hornyák Zsolt        | Szolnoki Roland  | 2Rule      | Mészáros & Mészáros, Tippmix | részletek         |
| Újpest FC            | Ratatics Péter  |                  | Mészöly Géza         | Banai Dávid      | Puma       | 11TeamSports, Tippmix        | részletek         |
| Zalaegerszegi TE FC  | Végh Gábor      | Sallói István    | Márton Gábor         | Szendrei Norbert | 2Rule      | Pharos '95, Tippmix          | részletek         |

### Vezetőedző-váltások
| Csapat       | Távozott vezetőedző      | A távozás indoka                | A távozás ideje     | Helyezés a tabellán | Érkezett vezetőedző  | A kinevezés ideje   | Forrás        |
| ------------ | ------------------------ | ------------------------------- | ------------------- | ------------------- | -------------------- | ------------------- | ------------- |
| Ferencváros  | Sztanyiszlav Csercseszov | sikertelen nemzetközi szereplés | 2023. július 19.    | szezon előtt        | Máté Csaba           | 2023. július 20.    | [ 3 ]         |
| Kisvárda     | Miloš Kruščić            | nem indokolták                  | 2023. augusztus 12. | 3. hely             | Gerliczki Máté       | 2023. augusztus 12. | [ 4 ]         |
| Kisvárda     | Gerliczki Máté           | lejárt a megbízása              | 2023. szeptember 3. | 10. hely            | Mátyus János         | 2023. szeptember 3. | [ 5 ]         |
| Ferencváros  | Máté Csaba               | lejárt a megbízása              | 2023. szeptember 4. | 6. hely             | Dejan Sztankovics    | 2023. szeptember 4. | [ 6 ]         |
| Kisvárda     | Mátyus János             | lemondott                       | 2023. november 7.   | 12. hely            | Feczkó Tamás         | 2023. november 8.   | [ 7 ] [ 8 ]   |
| Zalaegerszeg | Boér Gábor               | lemondott                       | 2023. november 12.  | 10. hely            | Márton Gábor         | 2023. november 13.  | [ 9 ] [ 10 ]  |
| Diósgyőr     | Kuznyecov Szergej        | menesztették                    | 2024. január 31.    | 7. hely             | Simon Miklós         | 2024. február 1.    | [ 11 ] [ 12 ] |
| Újpest       | Nebojsa Vignjevics       | menesztették                    | 2024. február 8.    | 10. hely            | Mészöly Géza         | 2024. február 8.    | [ 13 ] [ 14 ] |
| Mezőkövesd   | Kuttor Attila            | menesztették                    | 2024. február 13.   | 11. hely            | Milan Milanovics     | 2024. február 14.   | [ 15 ] [ 16 ] |
| Diósgyőr     | Simon Miklós             | lejárt a megbízása              | 2024. február 14.   | 8. hely             | Vladimir Radenkovics | 2024. február 14.   | [ 17 ]        |
| Ferencváros  | Dejan Sztankovics        | másik csapathoz igazolt         | 2024. május 16.     | 1. hely             | Leandro (megbízott)  | 2024. május 16.     | [ 18 ]        |

## A bajnokság végeredménye
| Hely. | Csapat                 | M  | Gy | D  | V  | G+ | G– | Gk  | P  | Továbbjutás vagy kiesés                |
| ----- | ---------------------- | -- | -- | -- | -- | -- | -- | --- | -- | -------------------------------------- |
| 1.    | Ferencvárosi TC CV B   | 33 | 23 | 5  | 5  | 80 | 30 | +50 | 74 | UEFA Bajnokok Ligája, 1. selejtezőkör  |
| 2.    | Paks KGY               | 33 | 17 | 7  | 9  | 51 | 42 | +9  | 58 | Európa-liga, 1. selejtezőkör           |
| 3.    | Puskás Akadémia        | 33 | 15 | 10 | 8  | 60 | 35 | +25 | 55 | UEFA Konferencia Liga, 2. selejtezőkör |
| 4.    | Fehérvár               | 33 | 16 | 6  | 11 | 55 | 40 | +15 | 54 | UEFA Konferencia Liga, 2. selejtezőkör |
| 5.    | Debreceni VSC          | 33 | 14 | 6  | 13 | 49 | 48 | +1  | 48 |                                        |
| 6.    | Kecskeméti TE          | 33 | 13 | 6  | 14 | 45 | 45 | 0   | 45 |                                        |
| 7.    | Diósgyőri VTK Ú        | 33 | 12 | 9  | 12 | 50 | 56 | −6  | 45 |                                        |
| 8.    | MTK Budapest Ú         | 33 | 12 | 8  | 13 | 43 | 62 | −19 | 44 |                                        |
| 9.    | Zalaegerszegi TE       | 33 | 12 | 7  | 14 | 54 | 60 | −6  | 43 |                                        |
| 10.   | Újpest                 | 33 | 11 | 4  | 18 | 45 | 67 | −22 | 37 |                                        |
| 11.   | Kisvárda Master Good K | 33 | 9  | 4  | 20 | 40 | 55 | −15 | 31 | NB II                                  |
| 12.   | Mezőkövesd Zsóry K     | 33 | 5  | 6  | 22 | 31 | 63 | −32 | 21 | NB II                                  |

## Eredmények
| Hazai \ Vendég | DEB | DIO | FEH | FER | KEC | KIS | MEZ | MTK | PAK | PUS | UJP | ZAL |
| -------------- | --- | --- | --- | --- | --- | --- | --- | --- | --- | --- | --- | --- |
| Debrecen       | —   | 2–2 | 3–1 | 1–2 | 2–0 | 4–1 | 3–1 | 1–3 | 1–0 | 1–0 | 1–2 | 1–0 |
| Diósgyőr       | 3–1 | —   | 4–0 | 1–2 | 3–1 | 2–0 | 2–0 | 3–3 | 1–1 | 0–1 | 1–2 | 0–3 |
| Fehérvár       | 1–0 | 4–0 | —   | 3–5 | 3–3 | 3–1 | 2–0 | 3–0 | 3–0 | 3–1 | 2–1 | 3–3 |
| Ferencváros    | 2–2 | 2–1 | 0–1 | —   | 1–0 | 1–0 | 0–0 | 5–1 | 6–1 | 1–2 | 3–0 | 3–0 |
| Kecskemét      | 1–1 | 2–1 | 1–0 | 2–1 | —   | 3–1 | 0–2 | 1–2 | 1–1 | 4–1 | 1–0 | 3–1 |
| Kisvárda       | 0–0 | 1–2 | 1–2 | 1–3 | 1–2 | —   | 2–1 | 3–1 | 0–1 | 0–2 | 4–0 | 0–1 |
| Mezőkövesd     | 2–1 | 2–4 | 0–2 | 0–2 | 0–3 | 1–2 | —   | 1–0 | 0–1 | 1–3 | 4–0 | 1–2 |
| MTK            | 2–1 | 2–1 | 0–2 | 1–6 | 1–0 | 0–0 | 3–1 | —   | 1–1 | 0–5 | 3–0 | 2–0 |
| Paks           | 2–0 | 4–1 | 2–0 | 3–2 | 1–0 | 3–1 | 2–1 | 0–0 | —   | 2–1 | 3–0 | 3–4 |
| Puskás Ak.     | 1–1 | 0–0 | 2–2 | 1–1 | 3–0 | 1–0 | 0–0 | 6–1 | 0–2 | —   | 3–3 | 0–1 |
| Újpest         | 1–2 | 2–0 | 2–1 | 0–5 | 5–3 | 3–2 | 1–1 | 0–2 | 1–2 | 1–2 | —   | 2–1 |
| Zalaegerszeg   | 1–2 | 1–3 | 3–1 | 2–6 | 3–1 | 0–2 | 1–1 | 2–1 | 2–5 | 1–1 | 1–1 | —   |

| Hazai \ Vendég | DEB | DIO | FEH | FER | KEC | KIS | MEZ | MTK | PAK | PUS | UJP | ZAL |
| -------------- | --- | --- | --- | --- | --- | --- | --- | --- | --- | --- | --- | --- |
| Debrecen       | —   | —   | 1–0 | —   | 1–0 | —   | 0–1 | 1–2 | —   | —   | 1–0 | 5–1 |
| Diósgyőr       | 5–3 | —   | —   | 2–0 | 0–0 | 1–1 | —   | —   | 2–1 | 1–1 | —   | —   |
| Fehérvár       | —   | 0–0 | —   | 0–2 | —   | —   | 5–0 | 4–0 | —   | —   | —   | 1–1 |
| Ferencváros    | 5–1 | —   | —   | —   | 2–0 | 0–0 | —   | —   | 1–0 | 1–1 | 2–0 | —   |
| Kecskemét      | —   | —   | 0–1 | —   | —   | 3–1 | 2–1 | —   | 0–0 | 1–2 | —   | 2–1 |
| Kisvárda       | 1–3 | —   | 1–0 | —   | —   | —   | 4–3 | —   | —   | —   | 4–1 | 1–0 |
| Mezőkövesd     | —   | 1–2 | —   | 0–3 | —   | —   | —   | 1–1 | —   | 0–4 | —   | 1–2 |
| MTK            | —   | 1–1 | —   | 1–2 | 2–2 | 2–1 | —   | —   | 0–2 | 1–3 | —   | —   |
| Paks           | 1–1 | —   | 1–2 | —   | —   | 2–1 | 2–1 | —   | —   | —   | 1–2 | —   |
| Puskás Ak.     | 4–1 | —   | 0–0 | —   | —   | 4–2 | —   | —   | 5–0 | —   | 0–2 | —   |
| Újpest         | —   | 7–0 | 2–0 | —   | 0–3 | —   | 2–2 | 1–2 | —   | —   | —   | 1–5 |
| Zalaegerszeg   | —   | 5–1 | —   | 2–3 | —   | —   | —   | 2–2 | 1–1 | 1–0 | —   | —   |

### Eredmények fordulónként
| Csapat ╲ Forduló | 1        | 2 | 3 | 4 | 5 | 6 | 7 | 8 | 9 | 10 | 11 | 12 | 13 | 14 | 15 | 16 | 17 | 18 | 19 | 20 | 21 | 22 | 23 | 24 | 25 | 26 | 27 | 28 | 29 | 30 | 31 | 32 | 33 |   |
| ---------------- | -------- | - | - | - | - | - | - | - | - | -- | -- | -- | -- | -- | -- | -- | -- | -- | -- | -- | -- | -- | -- | -- | -- | -- | -- | -- | -- | -- | -- | -- | -- | - |
| Csapat ╲ Forduló | Debrecen | G | V | G | G | V | G | V | V | D  | G  | D  | V  | G  | G  | D  | V  | D  | D  | G  | V  | V  | G  | V  | D  | G  | G  | V  | G  | V  | G  | V  | G  | V |
| Diósgyőr         | V        | G | D | G | G | V | G | G | V | V  | V  | D  | G  | V  | V  | G  | D  | D  | V  | V  | V  | G  | D  | G  | G  | V  | D  | D  | G  | D  | V  | G  | D  |   |
| Fehérvár         | V        | V | V | D | G | V | D | G | G | V  | G  | G  | G  | D  | G  | G  | G  | V  | G  | G  | G  | V  | V  | V  | G  | D  | G  | G  | D  | V  | G  | V  | D  |   |
| Ferencváros      | G        | G | V | G | G | G | G | G | D | G  | G  | V  | V  | D  | D  | V  | G  | G  | G  | G  | G  | G  | G  | G  | D  | G  | G  | G  | D  | G  | G  | V  | G  |   |
| Kecskemét        | V        | G | G | V | G | V | V | V | D | V  | G  | G  | G  | D  | V  | V  | D  | G  | G  | V  | G  | V  | V  | G  | V  | D  | V  | V  | G  | D  | D  | G  | G  |   |
| Kisvárda         | G        | V | D | V | V | V | V | V | V | G  | V  | V  | V  | G  | D  | V  | G  | V  | V  | V  | G  | V  | G  | V  | V  | V  | D  | G  | D  | G  | V  | G  | V  |   |
| Mezőkövesd       | V        | V | D | V | V | V | G | V | V | V  | G  | G  | V  | G  | D  | V  | D  | V  | V  | D  | V  | V  | G  | V  | D  | V  | V  | V  | V  | V  | V  | V  | D  |   |
| MTK Budapest     | D        | V | D | G | G | G | G | V | V | V  | V  | D  | G  | V  | G  | G  | D  | G  | V  | V  | V  | G  | V  | D  | G  | D  | G  | D  | G  | V  | V  | V  | D  |   |
| Paks             | D        | G | D | G | V | G | G | G | D | G  | G  | D  | V  | G  | G  | G  | V  | G  | G  | G  | V  | G  | G  | D  | V  | V  | V  | V  | V  | G  | D  | D  | G  |   |
| Puskás Ak.       | G        | D | G | D | V | G | V | D | G | G  | D  | D  | G  | D  | V  | G  | D  | V  | V  | G  | G  | V  | D  | V  | D  | D  | G  | G  | G  | V  | G  | G  | G  |   |
| Újpest           | G        | D | D | V | G | G | V | G | G | G  | V  | V  | V  | V  | V  | D  | V  | V  | V  | G  | V  | V  | G  | G  | D  | G  | V  | V  | V  | V  | G  | V  | V  |   |
| Zalaegerszeg     | V        | G | V | V | V | V | D | D | G | V  | V  | G  | V  | V  | G  | D  | V  | G  | G  | D  | G  | G  | V  | D  | V  | G  | G  | V  | D  | G  | G  | D  | V  |   |

## Mérkőzések
Az MLSZ 2023. június 22-én készítette el a bajnokság sorsolását és közzétette a menetrendet.
| 1. forduló, hivatalos játéknap: 2023. július 29. | 1. forduló, hivatalos játéknap: 2023. július 29. | 1. forduló, hivatalos játéknap: 2023. július 29. |
| Hazai                                            | Eredmény                                         | Vendég                                           |
| ------------------------------------------------ | ------------------------------------------------ | ------------------------------------------------ |
| MTK                                              | 1–1                                              | Paks                                             |
| Diósgyőr                                         | 0–1                                              | Puskás Akadémia                                  |
| Újpest                                           | 2–1                                              | Fehérvár                                         |
| Zalaegerszeg                                     | 0–2                                              | Kisvárda                                         |
| Debrecen                                         | 3–1                                              | Mezőkövesd                                       |
| Ferencváros                                      | 1–0                                              | Kecskemét                                        |

| 2. forduló, hivatalos játéknap: 2023. augusztus 5. | 2. forduló, hivatalos játéknap: 2023. augusztus 5. | 2. forduló, hivatalos játéknap: 2023. augusztus 5. |
| Hazai                                              | Eredmény                                           | Vendég                                             |
| -------------------------------------------------- | -------------------------------------------------- | -------------------------------------------------- |
| Puskás Akadémia                                    | 3–3                                                | Újpest                                             |
| Mezőkövesd                                         | 2–4                                                | Diósgyőr                                           |
| Fehérvár                                           | 3–5                                                | Ferencváros                                        |
| Zalaegerszeg                                       | 2–1                                                | MTK                                                |
| Kecskemét                                          | 3–1                                                | Kisvárda                                           |
| Paks                                               | 2–0                                                | Debrecen                                           |

| 3. forduló, hivatalos játéknap: 2023. augusztus 12. | 3. forduló, hivatalos játéknap: 2023. augusztus 12. | 3. forduló, hivatalos játéknap: 2023. augusztus 12. |
| Hazai                                               | Eredmény                                            | Vendég                                              |
| --------------------------------------------------- | --------------------------------------------------- | --------------------------------------------------- |
| MTK                                                 | 0–0                                                 | Kisvárda                                            |
| Újpest                                              | 1–1                                                 | Mezőkövesd                                          |
| Diósgyőr                                            | 1–1                                                 | Paks                                                |
| Debrecen                                            | 1–0                                                 | Zalaegerszeg                                        |
| Ferencváros                                         | 1–2                                                 | Puskás Akadémia                                     |
| Kecskemét                                           | 1–0                                                 | Fehérvár                                            |

| 4. forduló, hivatalos játéknap: 2023. augusztus 19. | 4. forduló, hivatalos játéknap: 2023. augusztus 19. | 4. forduló, hivatalos játéknap: 2023. augusztus 19. |
| Hazai                                               | Eredmény                                            | Vendég                                              |
| --------------------------------------------------- | --------------------------------------------------- | --------------------------------------------------- |
| Puskás Akadémia                                     | 2–2                                                 | Fehérvár                                            |
| Zalaegerszeg                                        | 1–3                                                 | Diósgyőr                                            |
| MTK                                                 | 1–0                                                 | Kecskemét                                           |
| Paks                                                | 3–0                                                 | Újpest                                              |
| Debrecen                                            | 4–1                                                 | Kisvárda                                            |
| Mezőkövesd                                          | 0–2                                                 | Ferencváros                                         |

| 5. forduló, hivatalos játéknap: 2023. augusztus 26. | 5. forduló, hivatalos játéknap: 2023. augusztus 26. | 5. forduló, hivatalos játéknap: 2023. augusztus 26. |
| Hazai                                               | Eredmény                                            | Vendég                                              |
| --------------------------------------------------- | --------------------------------------------------- | --------------------------------------------------- |
| Kecskemét                                           | 4–1                                                 | Puskás Akadémia                                     |
| Diósgyőr                                            | 2–0                                                 | Kisvárda                                            |
| Újpest                                              | 2–1                                                 | Zalaegerszeg                                        |
| Debrecen                                            | 1–3                                                 | MTK                                                 |
| Ferencváros                                         | 6–1                                                 | Paks                                                |
| Fehérvár                                            | 2–0                                                 | Mezőkövesd                                          |

| 6. forduló, hivatalos játéknap: 2023. szeptember 2. | 6. forduló, hivatalos játéknap: 2023. szeptember 2. | 6. forduló, hivatalos játéknap: 2023. szeptember 2. |
| Hazai                                               | Eredmény                                            | Vendég                                              |
| --------------------------------------------------- | --------------------------------------------------- | --------------------------------------------------- |
| Újpest                                              | 3–2                                                 | Kisvárda                                            |
| MTK                                                 | 2–1                                                 | Diósgyőr                                            |
| Paks                                                | 2–0                                                 | Fehérvár                                            |
| Mezőkövesd                                          | 1–3                                                 | Puskás Akadémia                                     |
| Zalaegerszeg                                        | 2–6                                                 | Ferencváros                                         |
| Debrecen                                            | 2–0                                                 | Kecskemét                                           |

| 7. forduló, hivatalos játéknap: 2023. szeptember 23. | 7. forduló, hivatalos játéknap: 2023. szeptember 23. | 7. forduló, hivatalos játéknap: 2023. szeptember 23. |
| Hazai                                                | Eredmény                                             | Vendég                                               |
| ---------------------------------------------------- | ---------------------------------------------------- | ---------------------------------------------------- |
| Kecskemét                                            | 0–2                                                  | Mezőkövesd                                           |
| Puskás Akadémia                                      | 0–2                                                  | Paks                                                 |
| Diósgyőr                                             | 3–1                                                  | Debrecen                                             |
| Újpest                                               | 0–2                                                  | MTK                                                  |
| Fehérvár                                             | 3–3                                                  | Zalaegerszeg                                         |
| Ferencváros                                          | 1–0                                                  | Kisvárda                                             |

| 8. forduló, hivatalos játéknap: 2023. szeptember 30. | 8. forduló, hivatalos játéknap: 2023. szeptember 30. | 8. forduló, hivatalos játéknap: 2023. szeptember 30. |
| Hazai                                                | Eredmény                                             | Vendég                                               |
| ---------------------------------------------------- | ---------------------------------------------------- | ---------------------------------------------------- |
| Zalaegerszeg                                         | 1–1                                                  | Puskás Akadémia                                      |
| Paks                                                 | 2–1                                                  | Mezőkövesd                                           |
| MTK                                                  | 1–6                                                  | Ferencváros                                          |
| Debrecen                                             | 1–2                                                  | Újpest                                               |
| Fehérvár                                             | 3–1                                                  | Kisvárda                                             |
| Diósgyőr                                             | 3–1                                                  | Kecskemét                                            |

| 9. forduló, hivatalos játéknap: 2023. október 7. | 9. forduló, hivatalos játéknap: 2023. október 7. | 9. forduló, hivatalos játéknap: 2023. október 7. |
| Hazai                                            | Eredmény                                         | Vendég                                           |
| ------------------------------------------------ | ------------------------------------------------ | ------------------------------------------------ |
| Puskás Akadémia                                  | 1–0                                              | Kisvárda                                         |
| Mezőkövesd                                       | 1–2                                              | Zalaegerszeg                                     |
| Újpest                                           | 2–0                                              | Diósgyőr                                         |
| Kecskemét                                        | 1–1                                              | Paks                                             |
| Fehérvár                                         | 3–0                                              | MTK                                              |
| Ferencváros                                      | 2–2                                              | Debrecen                                         |

| 10. forduló, hivatalos játéknap: 2023. október 21. | 10. forduló, hivatalos játéknap: 2023. október 21. | 10. forduló, hivatalos játéknap: 2023. október 21. |
| Hazai                                              | Eredmény                                           | Vendég                                             |
| -------------------------------------------------- | -------------------------------------------------- | -------------------------------------------------- |
| Kisvárda                                           | 2–1                                                | Mezőkövesd                                         |
| Zalaegerszeg                                       | 2–5                                                | Paks                                               |
| Újpest                                             | 5–3                                                | Kecskemét                                          |
| MTK                                                | 0–5                                                | Puskás Akadémia                                    |
| Debrecen                                           | 3–1                                                | Fehérvár                                           |
| Diósgyőr                                           | 1–2                                                | Ferencváros                                        |

| 11. forduló, hivatalos játéknap: 2023. október 28. | 11. forduló, hivatalos játéknap: 2023. október 28. | 11. forduló, hivatalos játéknap: 2023. október 28. |
| Hazai                                              | Eredmény                                           | Vendég                                             |
| -------------------------------------------------- | -------------------------------------------------- | -------------------------------------------------- |
| Kecskemét                                          | 3–1                                                | Zalaegerszeg                                       |
| Fehérvár                                           | 4–0                                                | Diósgyőr                                           |
| Puskás Akadémia                                    | 1–1                                                | Debrecen                                           |
| Mezőkövesd                                         | 1–0                                                | MTK                                                |
| Paks                                               | 3–1                                                | Kisvárda                                           |
| Ferencváros                                        | 3–0                                                | Újpest                                             |

| 12. forduló, hivatalos játéknap: 2023. november 4. | 12. forduló, hivatalos játéknap: 2023. november 4. | 12. forduló, hivatalos játéknap: 2023. november 4. |
| Hazai                                              | Eredmény                                           | Vendég                                             |
| -------------------------------------------------- | -------------------------------------------------- | -------------------------------------------------- |
| Mezőkövesd                                         | 2–1                                                | Debrecen                                           |
| Puskás Akadémia                                    | 0–0                                                | Diósgyőr                                           |
| Fehérvár                                           | 2–1                                                | Újpest                                             |
| Kisvárda                                           | 0–1                                                | Zalaegerszeg                                       |
| Kecskemét                                          | 2–1                                                | Ferencváros                                        |
| Paks                                               | 0–0                                                | MTK                                                |

| 13. forduló, hivatalos játéknap: 2023. november 11. | 13. forduló, hivatalos játéknap: 2023. november 11. | 13. forduló, hivatalos játéknap: 2023. november 11. |
| Hazai                                               | Eredmény                                            | Vendég                                              |
| --------------------------------------------------- | --------------------------------------------------- | --------------------------------------------------- |
| MTK                                                 | 2–0                                                 | Zalaegerszeg                                        |
| Diósgyőr                                            | 2–0                                                 | Mezőkövesd                                          |
| Újpest                                              | 1–2                                                 | Puskás Akadémia                                     |
| Kisvárda                                            | 1–2                                                 | Kecskemét                                           |
| Ferencváros                                         | 0–1                                                 | Fehérvár                                            |
| Debrecen                                            | 1–0                                                 | Paks                                                |

| 14. forduló, hivatalos játéknap: 2023. november 25. | 14. forduló, hivatalos játéknap: 2023. november 25. | 14. forduló, hivatalos játéknap: 2023. november 25. |
| Hazai                                               | Eredmény                                            | Vendég                                              |
| --------------------------------------------------- | --------------------------------------------------- | --------------------------------------------------- |
| Paks                                                | 4–1                                                 | Diósgyőr                                            |
| Kisvárda                                            | 3–1                                                 | MTK                                                 |
| Zalaegerszeg                                        | 1–2                                                 | Debrecen                                            |
| Mezőkövesd                                          | 4–0                                                 | Újpest                                              |
| Puskás Akadémia                                     | 1–1                                                 | Ferencváros                                         |
| Fehérvár                                            | 3–3                                                 | Kecskemét                                           |

| 15. forduló, hivatalos játéknap: 2023. december 2. | 15. forduló, hivatalos játéknap: 2023. december 2. | 15. forduló, hivatalos játéknap: 2023. december 2. |
| Hazai                                              | Eredmény                                           | Vendég                                             |
| -------------------------------------------------- | -------------------------------------------------- | -------------------------------------------------- |
| Kecskemét                                          | 1–2                                                | MTK                                                |
| Fehérvár                                           | 3–1                                                | Puskás Akadémia                                    |
| Kisvárda                                           | 0–0                                                | Debrecen                                           |
| Újpest                                             | 1–2                                                | Paks                                               |
| Diósgyőr                                           | 0–3                                                | Zalaegerszeg                                       |
| Ferencváros                                        | 0–0                                                | Mezőkövesd                                         |

| 16. forduló, hivatalos játéknap: 2023. december 9. | 16. forduló, hivatalos játéknap: 2023. december 9. | 16. forduló, hivatalos játéknap: 2023. december 9. |
| Hazai                                              | Eredmény                                           | Vendég                                             |
| -------------------------------------------------- | -------------------------------------------------- | -------------------------------------------------- |
| Puskás Akadémia                                    | 3–0                                                | Kecskemét                                          |
| MTK                                                | 2–1                                                | Debrecen                                           |
| Zalaegerszeg                                       | 1–1                                                | Újpest                                             |
| Kisvárda                                           | 1–2                                                | Diósgyőr                                           |
| Mezőkövesd                                         | 0–2                                                | Fehérvár                                           |
| Paks                                               | 3–2                                                | Ferencváros                                        |

| 17. forduló, hivatalos játéknap: 2023. december 16. | 17. forduló, hivatalos játéknap: 2023. december 16. | 17. forduló, hivatalos játéknap: 2023. december 16. |
| Hazai                                               | Eredmény                                            | Vendég                                              |
| --------------------------------------------------- | --------------------------------------------------- | --------------------------------------------------- |
| Fehérvár                                            | 3–0                                                 | Paks                                                |
| Kisvárda                                            | 4–0                                                 | Újpest                                              |
| Diósgyőr                                            | 3–3                                                 | MTK                                                 |
| Kecskemét                                           | 1–1                                                 | Debrecen                                            |
| Ferencváros                                         | 3–0                                                 | Zalaegerszeg                                        |
| Puskás Akadémia                                     | 0–0                                                 | Mezőkövesd                                          |

| 18. forduló, hivatalos játéknap: 2024. február 3. | 18. forduló, hivatalos játéknap: 2024. február 3. | 18. forduló, hivatalos játéknap: 2024. február 3. |
| Hazai                                             | Eredmény                                          | Vendég                                            |
| ------------------------------------------------- | ------------------------------------------------- | ------------------------------------------------- |
| MTK                                               | 3–0                                               | Újpest                                            |
| Zalaegerszeg                                      | 3–1                                               | Fehérvár                                          |
| Kisvárda                                          | 1–3                                               | Ferencváros                                       |
| Debrecen                                          | 2–2                                               | Diósgyőr                                          |
| Mezőkövesd                                        | 0–3                                               | Kecskemét                                         |
| Paks                                              | 2–1                                               | Puskás Akadémia                                   |

| 19. forduló, hivatalos játéknap: 2024. február 7. | 19. forduló, hivatalos játéknap: 2024. február 7. | 19. forduló, hivatalos játéknap: 2024. február 7. |
| Hazai                                             | Eredmény                                          | Vendég                                            |
| ------------------------------------------------- | ------------------------------------------------- | ------------------------------------------------- |
| Újpest                                            | 1–2                                               | Debrecen                                          |
| Ferencváros                                       | 5–1                                               | MTK                                               |
| Kisvárda                                          | 1–2                                               | Fehérvár                                          |
| Puskás Akadémia                                   | 0–1                                               | Zalaegerszeg                                      |
| Mezőkövesd                                        | 0–1                                               | Paks                                              |
| Kecskemét                                         | 2–1                                               | Diósgyőr                                          |

| 20. forduló, hivatalos játéknap: 2024. február 10. | 20. forduló, hivatalos játéknap: 2024. február 10. | 20. forduló, hivatalos játéknap: 2024. február 10. |
| Hazai                                              | Eredmény                                           | Vendég                                             |
| -------------------------------------------------- | -------------------------------------------------- | -------------------------------------------------- |
| Kisvárda                                           | 0–2                                                | Puskás Akadémia                                    |
| MTK                                                | 0–2                                                | Fehérvár                                           |
| Debrecen                                           | 1–2                                                | Ferencváros                                        |
| Paks                                               | 1–0                                                | Kecskemét                                          |
| Diósgyőr                                           | 1–2                                                | Újpest                                             |
| Zalaegerszeg                                       | 1–1                                                | Mezőkövesd                                         |

| 21. forduló, hivatalos játéknap: 2024. február 17. | 21. forduló, hivatalos játéknap: 2024. február 17. | 21. forduló, hivatalos játéknap: 2024. február 17. |
| Hazai                                              | Eredmény                                           | Vendég                                             |
| -------------------------------------------------- | -------------------------------------------------- | -------------------------------------------------- |
| Paks                                               | 3–4                                                | Zalaegerszeg                                       |
| Kecskemét                                          | 1–0                                                | Újpest                                             |
| Mezőkövesd                                         | 1–2                                                | Kisvárda                                           |
| Fehérvár                                           | 1–0                                                | Debrecen                                           |
| Puskás Akadémia                                    | 6–1                                                | MTK                                                |
| Ferencváros                                        | 2–1                                                | Diósgyőr                                           |

| 22. forduló, hivatalos játéknap: 2024. február 24. | 22. forduló, hivatalos játéknap: 2024. február 24. | 22. forduló, hivatalos játéknap: 2024. február 24. |
| Hazai                                              | Eredmény                                           | Vendég                                             |
| -------------------------------------------------- | -------------------------------------------------- | -------------------------------------------------- |
| MTK                                                | 3–1                                                | Mezőkövesd                                         |
| Zalaegerszeg                                       | 3–1                                                | Kecskemét                                          |
| Diósgyőr                                           | 4–0                                                | Fehérvár                                           |
| Debrecen                                           | 1–0                                                | Puskás Akadémia                                    |
| Kisvárda                                           | 0–1                                                | Paks                                               |
| Újpest                                             | 0–5                                                | Ferencváros                                        |

| 23. forduló, hivatalos játéknap: 2024. március 2. | 23. forduló, hivatalos játéknap: 2024. március 2. | 23. forduló, hivatalos játéknap: 2024. március 2. |
| Hazai                                             | Eredmény                                          | Vendég                                            |
| ------------------------------------------------- | ------------------------------------------------- | ------------------------------------------------- |
| Debrecen                                          | 0–1                                               | Mezőkövesd                                        |
| Kisvárda                                          | 1–0                                               | Zalaegerszeg                                      |
| Diósgyőr                                          | 1–1                                               | Puskás Akadémia                                   |
| MTK                                               | 0–2                                               | Paks                                              |
| Ferencváros                                       | 2–0                                               | Kecskemét                                         |
| Újpest                                            | 2–0                                               | Fehérvár                                          |

| 24. forduló, hivatalos játéknap: 2024. március 9. | 24. forduló, hivatalos játéknap: 2024. március 9. | 24. forduló, hivatalos játéknap: 2024. március 9. |
| Hazai                                             | Eredmény                                          | Vendég                                            |
| ------------------------------------------------- | ------------------------------------------------- | ------------------------------------------------- |
| Puskás Akadémia                                   | 0–2                                               | Újpest                                            |
| Mezőkövesd                                        | 1–2                                               | Diósgyőr                                          |
| Kecskemét                                         | 3–1                                               | Kisvárda                                          |
| Paks                                              | 1–1                                               | Debrecen                                          |
| Fehérvár                                          | 0–2                                               | Ferencváros                                       |
| Zalaegerszeg                                      | 2–2                                               | MTK                                               |

| 25. forduló, hivatalos játéknap: 2024. március 16. | 25. forduló, hivatalos játéknap: 2024. március 16. | 25. forduló, hivatalos játéknap: 2024. március 16. |
| Hazai                                              | Eredmény                                           | Vendég                                             |
| -------------------------------------------------- | -------------------------------------------------- | -------------------------------------------------- |
| Újpest                                             | 2–2                                                | Mezőkövesd                                         |
| Diósgyőr                                           | 2–1                                                | Paks                                               |
| Kecskemét                                          | 0–1                                                | Fehérvár                                           |
| Debrecen                                           | 5–1                                                | Zalaegerszeg                                       |
| Ferencváros                                        | 1–1                                                | Puskás Akadémia                                    |
| MTK                                                | 2–1                                                | Kisvárda                                           |

| 26. forduló, hivatalos játéknap: 2024. március 30. | 26. forduló, hivatalos játéknap: 2024. március 30. | 26. forduló, hivatalos játéknap: 2024. március 30. |
| Hazai                                              | Eredmény                                           | Vendég                                             |
| -------------------------------------------------- | -------------------------------------------------- | -------------------------------------------------- |
| Puskás Akadémia                                    | 0–0                                                | Fehérvár                                           |
| Kisvárda                                           | 1–3                                                | Debrecen                                           |
| MTK                                                | 2–2                                                | Kecskemét                                          |
| Zalaegerszeg                                       | 5–1                                                | Diósgyőr                                           |
| Paks                                               | 1–2                                                | Újpest                                             |
| Mezőkövesd                                         | 0–3                                                | Ferencváros                                        |

| 27. forduló, hivatalos játéknap: 2024. április 6. | 27. forduló, hivatalos játéknap: 2024. április 6. | 27. forduló, hivatalos játéknap: 2024. április 6. |
| Hazai                                             | Eredmény                                          | Vendég                                            |
| ------------------------------------------------- | ------------------------------------------------- | ------------------------------------------------- |
| Újpest                                            | 1–5                                               | Zalaegerszeg                                      |
| Fehérvár                                          | 5–0                                               | Mezőkövesd                                        |
| Diósgyőr                                          | 1–1                                               | Kisvárda                                          |
| Debrecen                                          | 1–2                                               | MTK                                               |
| Ferencváros                                       | 1–0                                               | Paks                                              |
| Kecskemét                                         | 1–2                                               | Puskás Akadémia                                   |

| 28. forduló, hivatalos játéknap: 2024. április 13. | 28. forduló, hivatalos játéknap: 2024. április 13. | 28. forduló, hivatalos játéknap: 2024. április 13. |
| Hazai                                              | Eredmény                                           | Vendég                                             |
| -------------------------------------------------- | -------------------------------------------------- | -------------------------------------------------- |
| Kisvárda                                           | 4–1                                                | Újpest                                             |
| Debrecen                                           | 1–0                                                | Kecskemét                                          |
| Paks                                               | 1–2                                                | Fehérvár                                           |
| MTK                                                | 1–1                                                | Diósgyőr                                           |
| Zalaegerszeg                                       | 2–3                                                | Ferencváros                                        |
| Mezőkövesd                                         | 0–4                                                | Puskás Akadémia                                    |

| 29. forduló, hivatalos játéknap: 2024. április 20. | 29. forduló, hivatalos játéknap: 2024. április 20. | 29. forduló, hivatalos játéknap: 2024. április 20. |
| Hazai                                              | Eredmény                                           | Vendég                                             |
| -------------------------------------------------- | -------------------------------------------------- | -------------------------------------------------- |
| Puskás Akadémia                                    | 5–0                                                | Paks                                               |
| Ferencváros                                        | 0–0                                                | Kisvárda                                           |
| Diósgyőr                                           | 5–3                                                | Debrecen                                           |
| Kecskemét                                          | 2–1                                                | Mezőkövesd                                         |
| Fehérvár                                           | 1–1                                                | Zalaegerszeg                                       |
| Újpest                                             | 1–2                                                | MTK                                                |

| 30. forduló, hivatalos játéknap: 2024. április 27. | 30. forduló, hivatalos játéknap: 2024. április 27. | 30. forduló, hivatalos játéknap: 2024. április 27. |
| Hazai                                              | Eredmény                                           | Vendég                                             |
| -------------------------------------------------- | -------------------------------------------------- | -------------------------------------------------- |
| Zalaegerszeg                                       | 1–0                                                | Puskás Akadémia                                    |
| Paks                                               | 2–1                                                | Mezőkövesd                                         |
| Diósgyőr                                           | 0–0                                                | Kecskemét                                          |
| Debrecen                                           | 1–0                                                | Újpest                                             |
| Kisvárda                                           | 1–0                                                | Fehérvár                                           |
| MTK                                                | 1–2                                                | Ferencváros                                        |

| 31. forduló, hivatalos játéknap: 2024. május 4. | 31. forduló, hivatalos játéknap: 2024. május 4. | 31. forduló, hivatalos játéknap: 2024. május 4. |
| Hazai                                           | Eredmény                                        | Vendég                                          |
| ----------------------------------------------- | ----------------------------------------------- | ----------------------------------------------- |
| Fehérvár                                        | 4–0                                             | MTK                                             |
| Mezőkövesd                                      | 1–2                                             | Zalaegerszeg                                    |
| Puskás Akadémia                                 | 4–2                                             | Kisvárda                                        |
| Újpest                                          | 7–0                                             | Diósgyőr                                        |
| Kecskemét                                       | 0–0                                             | Paks                                            |
| Ferencváros                                     | 5–1                                             | Debrecen                                        |

| 32. forduló, hivatalos játéknap: 2024. május 11. | 32. forduló, hivatalos játéknap: 2024. május 11. | 32. forduló, hivatalos játéknap: 2024. május 11. |
| Hazai                                            | Eredmény                                         | Vendég                                           |
| ------------------------------------------------ | ------------------------------------------------ | ------------------------------------------------ |
| Újpest                                           | 0–3                                              | Kecskemét                                        |
| MTK                                              | 1–3                                              | Puskás Akadémia                                  |
| Zalaegerszeg                                     | 1–1                                              | Paks                                             |
| Diósgyőr                                         | 2–0                                              | Ferencváros                                      |
| Kisvárda                                         | 4–3                                              | Mezőkövesd                                       |
| Debrecen                                         | 1–0                                              | Fehérvár                                         |

| 33. forduló, hivatalos játéknap: 2024. május 18. | 33. forduló, hivatalos játéknap: 2024. május 18. | 33. forduló, hivatalos játéknap: 2024. május 18. |
| Hazai                                            | Eredmény                                         | Vendég                                           |
| ------------------------------------------------ | ------------------------------------------------ | ------------------------------------------------ |
| Mezőkövesd                                       | 1–1                                              | MTK                                              |
| Paks                                             | 2–1                                              | Kisvárda                                         |
| Puskás Akadémia                                  | 4–1                                              | Debrecen                                         |
| Fehérvár                                         | 0–0                                              | Diósgyőr                                         |
| Kecskemét                                        | 2–1                                              | Zalaegerszeg                                     |
| Ferencváros                                      | 2–0                                              | Újpest                                           |

## Statisztikák

### Góllövőlista
A táblázatban kizárólag azokat a labdarúgókat tüntettük fel, akik legalább 4 gólt szereztek a bajnokságban.
A játékos neve alatti   sötétszürke szín   azon játékosnál látható, aki már nem az OTP Bank Liga játékosa (külföldre igazolt).
Frissítve: 2024. május 19. (33. forduló)
| Helyezés | Játékos                  | Csapat                                  | Szerzett gólok |
| 1.       | Varga Barnabás           | Ferencváros                             | 20             |
| 2.       | Mance, Antonio           | Zalaegerszeg                            | 15             |
| 3.       | Kodro, Kenan             | Fehérvár (11 ), Ferencváros (2 )        | 13             |
| 4.       | Horváth Krisztofer       | Kecskemét                               | 11             |
| 4.       | Könyves Norbert          | Paks                                    | 11             |
| 4.       | Nagy Zsolt               | Puskás Akadémia                         | 11             |
| 7.       | Drazsics, Sztefan        | Mezőkövesd                              | 10             |
| 7.       | Ljujics, Matija          | Újpest                                  | 10             |
| 9.       | Ambrose, Peter           | Újpest                                  | 9              |
| 9.       | Bognár István            | MTK Budapest                            | 9              |
| 9.       | Christensen, Tobias      | Fehérvár                                | 9              |
| 9.       | Croizet, Yohan           | Zalaegerszeg                            | 9              |
| 9.       | Windecker József         | Paks                                    | 9              |
| 14.      | Bárány Donát             | Debrecen                                | 8              |
| 14.      | Edomwonyi, Bright        | Diósgyőr                                | 8              |
| 14.      | Katona Mátyás            | Fehérvár                                | 8              |
| 14.      | Lisztes Krisztián        | Ferencváros                             | 8              |
| 14.      | Németh Krisztián         | MTK Budapest                            | 8              |
| 19.      | Csoboth Kevin            | Újpest                                  | 7              |
| 19.      | Dzsudzsák Balázs         | Debrecen                                | 7              |
| 19.      | Komáromi György          | Puskás Akadémia                         | 7              |
| 19.      | Marquinhos               | Ferencváros                             | 7              |
| 19.      | Mešanović, Jasmin        | Kisvárda                                | 7              |
| 19.      | Pálinkás Gergő           | Kecskemét                               | 7              |
| 19.      | Požeg Vancaš, Rudi       | Diósgyőr                                | 7              |
| 19.      | Szabó Levente            | Fehérvár (4 ), Diósgyőr (3 )            | 7              |
| 19.      | Traoré, Adama            | Ferencváros                             | 7              |
| 28.      | Colley, Lamin            | Puskás Akadémia                         | 6              |
| 28.      | Dominguès, Brandon       | Debrecen                                | 6              |
| 28.      | Gruber Zsombor           | Puskás Akadémia (3 ), Zalaegerszeg (3 ) | 6              |
| 28.      | Mörschel, Heinz          | Újpest                                  | 6              |
| 28.      | Pesics, Alekszandar      | Ferencváros                             | 6              |
| 28.      | Plšek, Jakub             | Puskás Akadémia                         | 6              |
| 28.      | Sajbán Máté              | Zalaegerszeg                            | 6              |
| 28.      | Zachariassen, Kristoffer | Ferencváros                             | 6              |
| 36.      | Camaj, Driton            | Kisvárda                                | 5              |
| 36.      | Cipetić, Branimir        | Kisvárda                                | 5              |
| 36.      | Gera Dániel              | Diósgyőr                                | 5              |
| 36.      | Karamoko, Mamoudou       | Fehérvár                                | 5              |
| 36.      | Loncsar, Sztyepan        | Ferencváros                             | 5              |
| 36.      | Lukács Dániel            | Diósgyőr (2 ), Kecskemét (3 )           | 5              |
| 36.      | Mezei Szabolcs           | Paks                                    | 5              |
| 36.      | Mim Gergely              | Zalaegerszeg                            | 5              |
| 36.      | Vajda Botond             | Debrecen                                | 5              |
| 45.      | Abu Fani, Mohammed       | Ferencváros                             | 4              |
| 45.      | Böde Dániel              | Paks                                    | 4              |
| 45.      | Cseke Benjámin           | Mezőkövesd                              | 4              |
| 45.      | Favorov, Artem           | Puskás Akadémia                         | 4              |
| 45.      | Hahn János               | Paks                                    | 4              |
| 45.      | Jurina, Marin            | Diósgyőr (1 ), MTK Budapest (3 )        | 4              |
| 45.      | Kastrati, Lirim          | Fehérvár                                | 4              |
| 45.      | Loncsar, Sztefan         | Debrecen                                | 4              |
| 45.      | Molnár Gábor             | Mezőkövesd                              | 4              |
| 45.      | Puljić, Jakov            | Puskás Akadémia                         | 4              |
| 45.      | Pernambuco               | Diósgyőr                                | 4              |
| 45.      | Szabó János              | Paks                                    | 4              |
| 45.      | Szalai Gábor             | Kecskemét                               | 4              |

### Egy mérkőzésen duplázók és triplázók
A táblázatban azokat a labdarúgókat tüntettük fel, akik egy mérkőzésen legalább 2 gólt szereztek a bajnokságban.
A végeredmény a játékos csapatának szemszögéből van feltüntve.
Frissítve: 2024. május 18. (33. forduló)
| Forduló | Dátum       | Játékos             | Csapat          | Ellenfél        | Helyszín | Szerzett gólok          | Végeredmény |
| ------- | ----------- | ------------------- | --------------- | --------------- | -------- | ----------------------- | ----------- |
| 1.      | 2023.07.30. | Jasmin Mešanović    | Kisvárda        | Zalaegerszeg    | v        | 2                       | 2–0         |
| 1.      | 2023.07.31. | Sztefan Loncsar     | Debrecen        | Mezőkövesd      | h        | 2                       | 3–1         |
| 2.      | 2023.08.04. | Matija Ljujics      | Újpest          | Puskás Akadémia | v        | 3                       | 3–3         |
| 2.      | 2023.08.04. | Lamin Colley        | Puskás Akadémia | Újpest          | h        | 2                       | 3–3         |
| 2.      | 2023.08.05. | Sztefan Drazsics    | Mezőkövesd      | Diósgyőr        | h        | 2                       | 2–4         |
| 2.      | 2023.08.06. | Kenan Kodro         | Fehérvár        | Ferencváros     | h        | 2                       | 3–5         |
| 4.      | 2023.08.18. | Jakub Plšek         | Puskás Akadémia | Fehérvár        | h        | 2                       | 2–2         |
| 5.      | 2023.08.26. | Horváth Krisztofer  | Kecskemét       | Puskás Akadémia | h        | 2                       | 4–1         |
| 5.      | 2023.08.27. | Varga Barnabás      | Ferencváros     | Paks            | h        | 3                       | 6–1         |
| 6.      | 2023.09.03. | Varga Barnabás      | Ferencváros     | Zalaegerszeg    | v        | 3                       | 6–2         |
| 6.      | 2023.09.03. | Adama Traoré        | Ferencváros     | Zalaegerszeg    | v        | 2                       | 6–2         |
| 7.      | 2023.09.22. | Sztefan Drazsics    | Mezőkövesd      | Kecskemét       | v        | 2                       | 2–0         |
| 8.      | 2023.09.30. | Marquinhos          | Ferencváros     | MTK Budapest    | v        | 2                       | 6–1         |
| 8.      | 2023.09.30. | Heinz Mörschel      | Újpest          | Debrecen        | v        | 2                       | 2–1         |
| 9.      | 2023.10.07. | Antonio Mance       | Zalaegerszeg    | Mezőkövesd      | v        | 2                       | 2–1         |
| 10.     | 2023.10.21. | Antonio Mance       | Zalaegerszeg    | Paks            | h        | 2                       | 2–5         |
| 10.     | 2023.10.21. | Windecker József    | Paks            | Zalaegerszeg    | v        | 2                       | 5–2         |
| 10.     | 2023.10.21. | Csoboth Kevin       | Újpest          | Kecskemét       | h        | 2                       | 5–3         |
| 10.     | 2023.10.22. | Brandon Dominguès   | Debrecen        | Fehérvár        | h        | 2                       | 3–1         |
| 11.     | 2023.10.28. | Kenan Kodro         | Fehérvár        | Diósgyőr        | h        | 2                       | 4–0         |
| 13.     | 2023.11.11. | Artem Favorov       | Puskás Akadémia | Újpest          | v        | 2                       | 2–1         |
| 14.     | 2023.11.25. | Sztefan Drazsics    | Mezőkövesd      | Újpest          | h        | 2                       | 4–0         |
| 14.     | 2023.11.26. | Katona Mátyás       | Fehérvár        | Kecskemét       | h        | 3                       | 3–3         |
| 15.     | 2023.12.02. | Kenan Kodro         | Fehérvár        | Puskás Akadémia | h        | 2 (ebből 1 büntetőből)  | 3–1         |
| 15.     | 2023.12.02. | Nemanja Antonov     | MTK Budapest    | Kecskemét       | v        | 2 (mind a 2 büntetőből) | 2–1         |
| 15.     | 2023.12.03. | Mim Gergely         | Zalaegerszeg    | Diósgyőr        | v        | 2                       | 3–0         |
| 16.     | 2023.12.08. | Nagy Zsolt          | Puskás Akadémia | Kecskemét       | h        | 2                       | 3–0         |
| 17.     | 2023.12.16. | Mario Ilievszki     | Kisvárda        | Újpest          | h        | 2                       | 4–0         |
| 17.     | 2023.12.16. | Kenan Kodro         | Fehérvár        | Paks            | h        | 2                       | 3–0         |
| 18.     | 2024.02.03. | Antonio Mance       | Zalaegerszeg    | Fehérvár        | h        | 2                       | 3–1         |
| 18.     | 2024.02.04. | Lukács Dániel       | Kecskemét       | Mezőkövesd      | v        | 2                       | 3–0         |
| 19.     | 2024.02.06. | Brandon Dominguès   | Debrecen        | Újpest          | v        | 2                       | 2–1         |
| 19.     | 2024.02.06. | Varga Barnabás      | Ferencváros     | MTK Budapest    | h        | 4                       | 5–1         |
| 19.     | 2024.02.08. | Horváth Krisztofer  | Kecskemét       | Diósgyőr        | h        | 2                       | 2–1         |
| 22.     | 2024.02.23. | Németh Krisztián    | MTK Budapest    | Mezőkövesd      | h        | 2                       | 3–1         |
| 22.     | 2024.02.24. | Szabó Levente       | Diósgyőr        | Fehérvár        | h        | 2 (ebből 1 büntetőből)  | 4–0         |
| 22.     | 2024.02.25. | Alekszandar Pešics  | Ferencváros     | Újpest          | v        | 2                       | 5–0         |
| 22.     | 2024.02.25. | Varga Barnabás      | Ferencváros     | Újpest          | v        | 2                       | 5–0         |
| 23.     | 2024.02.03. | Böde Dániel         | Paks            | MTK Budapest    | v        | 2                       | 2–0         |
| 24.     | 2024.03.09. | Horváth Krisztofer  | Kecskemét       | Kisvárda        | h        | 2                       | 3–1         |
| 24.     | 2024.03.10. | Bognár István       | MTK Budapest    | Zalaegerszeg    | v        | 2                       | 2–2         |
| 24.     | 2024.03.10. | Varga Barnabás      | Ferencváros     | Fehérvár        | v        | 2                       | 2–0         |
| 25.     | 2024.03.17. | Bárány Donát        | Debrecen        | Zalaegerszeg    | h        | 2                       | 5–1         |
| 26.     | 2024.03.30. | Sajbán Máté         | Zalaegerszeg    | Diósgyőr        | h        | 2                       | 5–1         |
| 26.     | 2024.03.31. | Loncsar, Sztyepan   | Ferencváros     | Mezőkövesd      | v        | 2                       | 3–0         |
| 26.     | 2024.03.31. | Matija Ljujics      | Újpest          | Paks            | v        | 2                       | 2–1         |
| 27.     | 2024.04.05. | Croizet, Yohan      | Zalaegerszeg    | Újpest          | v        | 2                       | 5–1         |
| 27.     | 2024.04.05. | Mance, Antonio      | Zalaegerszeg    | Újpest          | v        | 2 (ebből 1 büntetőből)  | 5–1         |
| 27.     | 2024.04.06. | Christensen, Tobias | Fehérvár        | Mezőkövesd      | h        | 2 (ebből 1 büntetőből)  | 5–0         |
| 28.     | 2024.04.13. | Karamoko, Mamoudou  | Fehérvár        | Paks            | v        | 2                       | 2–1         |
| 28.     | 2024.04.14. | Puljić, Jakov       | Puskás Akadémia | Mezőkövesd      | v        | 2                       | 4–0         |
| 28.     | 2024.04.14. | Antonio Mance       | Zalaegerszeg    | Ferencváros     | h        | 2                       | 2–3         |
| 29.     | 2024.04.20. | Edomwonyi, Bright   | Diósgyőr        | Debrecen        | h        | 2                       | 5–3         |
| 29.     | 2024.04.21. | Jurina, Marin       | MTK Budapest    | Újpest          | v        | 2                       | 2–1         |
| 31.     | 2024.05.04. | Nagy Zsolt          | Puskás Akadémia | Kisvárda        | h        | 2                       | 4–2         |
| 31.     | 2024.05.04. | Csoboth Kevin       | Újpest          | Diósgyőr        | h        | 2                       | 7–0         |
| 31.     | 2024.05.05. | Abena, Myenty       | Ferencváros     | Debrecen        | h        | 2                       | 5–1         |
| 32.     | 2024.05.10. | Pálinkás Gergő      | Kecskemét       | Újpest          | v        | 2                       | 3–0         |
| 32.     | 2024.05.11. | Nissilä, Urho       | Puskás Akadémia | MTK Budapest    | v        | 2                       | 3–1         |
| 32.     | 2024.05.12. | Camaj, Driton       | Kisvárda        | Mezőkövesd      | h        | 2                       | 4–3         |
| 33.     | 2024.05.18. | Nagy Zsolt          | Puskás Akadémia | Debrecen        | h        | 2                       | 4–1         |
| 33.     | 2024.05.18. | Komáromi György     | Puskás Akadémia | Debrecen        | h        | 2                       | 4–1         |

Jelmagyarázat: Helyszín: h = hazai pályán; v = vendégként;

### Szezon leggyorsabb találatai
| Helyezés | Játékos               | Játékidő            | Csapat      | Ellenfél     | Forduló |
| -------- | --------------------- | ------------------- | ----------- | ------------ | ------- |
| 1.       | Marquinhos            | 0 perc 15 másodperc | Ferencváros | Debrecen     | 9.      |
| 2.       | Christian Manrique    | 0 perc 25 másodperc | Debrecen    | Ferencváros  | 20.     |
| 3.       | Varga Barnabás        | 0 perc 35 másodperc | Ferencváros | Diósgyőr     | 21.     |
| 4.       | Katona Mátyás         | 0 perc 38 másodperc | Fehérvár    | Paks         | 17.     |
| 5.       | Uladziszlaj Klimovics | 0 perc 51 másodperc | Diósgyőr    | Debrecen     | 29.     |
| 6.       | Csoboth Kevin         | 0 perc 57 másodperc | Újpest      | Zalaegerszeg | 5.      |

### Gólok, büntetőlapok és nézőszámok fordulónként
Frissítve: 33. forduló után
Forrás: MLSZ Adatbank. adatbank.mlsz.hu (Hozzáférés: 2024. május 18.)
      Legtöbb gól/sárga lap/kiállítás/nézőszám a szezonban
      Legkevesebb gól/sárga lap/nézőszám a szezonban
| Forduló   | Gólok | Gól/mérkőzés | Sárga lap | Sárga lap/mérkőzés | Kiállítás | Nézőszám |
| --------- | ----- | ------------ | --------- | ------------------ | --------- | -------- |
| 1.        | 013   | 2,2          | 032       | 5,3                | 01        | 029.345  |
| 2.        | 029   | 4,8          | 029       | 4,8                | 01        | 020.902  |
| 3.        | 09    | 1,5          | 022       | 3,7                | 01        | 032.768  |
| 4.        | 019   | 3,2          | 026       | 4,3                | 02        | 017.516  |
| 5.        | 023   | 3,8          | 023       | 3,8                | 0         | 028.437  |
| 6.        | 024   | 4,0          | 029       | 4,8                | 0         | 021.704  |
| 7.        | 017   | 2,8          | 029       | 4,8                | 01        | 030.019  |
| 8.        | 023   | 3,8          | 027       | 4,5                | 01        | 026.237  |
| 9.        | 015   | 2,7          | 030       | 5,5                | 04        | 029.619  |
| 10.       | 030   | 5,0          | 022       | 3,7                | 0         | 031.832  |
| 11.       | 018   | 3,7          | 024       | 4,0                | 02        | 032.905  |
| 12.       | 010   | 1,7          | 034       | 5,7                | 01        | 017.390  |
| 13.       | 012   | 2,0          | 024       | 4,0                | 0         | 030.223  |
| 14.       | 024   | 4,0          | 025       | 4,2                | 0         | 012.689  |
| 15.       | 013   | 2,2          | 029       | 4,8                | 0         | 018.903  |
| 16.       | 018   | 3,0          | 024       | 4,0                | 01        | 012.345  |
| 17.       | 018   | 3,0          | 024       | 4,0                | 0         | 019.353  |
| 18.       | 021   | 3,5          | 020       | 3,3                | 01        | 018.946  |
| 19.       | 017   | 2,8          | 014       | 2,3                | 01        | 016.286  |
| 20.       | 013   | 2,2          | 023       | 3,8                | 0         | 028.567  |
| 21.       | 022   | 3,7          | 030       | 5,0                | 01        | 023.512  |
| 22.       | 019   | 3,2          | 022       | 3,7                | 01        | 025.730  |
| 23.       | 010   | 1,7          | 018       | 3,0                | 0         | 026.850  |
| 24.       | 017   | 2,8          | 022       | 3,7                | 01        | 021.459  |
| 25.       | 019   | 3,2          | 026       | 4,3                | 01        | 030.565  |
| 26.       | 020   | 3,3          | 020       | 3,3                | 0         | 019.973  |
| 27.       | 020   | 3,3          | 027       | 4,5                | 01        | 040.206  |
| 28.       | 020   | 3,3          | 022       | 3,7                | 01        | 025.510  |
| 29.       | 021   | 3,5          | 025       | 4,2                | 0         | 029.869  |
| 30.       | 09    | 1,5          | 025       | 4,2                | 01        | 023.585  |
| 31.       | 026   | 4,3          | 016       | 2,7                | 02        | 026.785  |
| 32.       | 019   | 3,2          | 024       | 4,0                | 0         | 024.409  |
| 33.       | 015   | 2,5          | 032       | 5,3                | 01        | 034.248  |
| Összesen: | 603   | 3,0          | 819       | 4,1                | 27        | 829.686  |

### Büntetőlapok csapatonként
A táblázatban a csapatok összes büntetőlapját tüntettük fel, az összes kapott büntetőlap sorrendjében.
Forrás: MLSZ Adatbank. adatbank.mlsz.hu
Frissítve: 33. forduló után
| Helyezés | Csapat          | Összesbüntetőlap | Sárga lap | Kiállítás |
| -------- | --------------- | ---------------- | --------- | --------- |
| 1.       | Zalaegerszeg    | 54               | 54        | 0         |
| 2.       | Ferencváros     | 61               | 59        | 2         |
| 3.       | Diósgyőr        | 62               | 59        | 3         |
| 4.       | Újpest          | 65               | 60        | 5         |
| 5.       | Fehérvár        | 67               | 64        | 3         |
| 6.       | Debrecen        | 69               | 67        | 2         |
| 7.       | MTK Budapest    | 70               | 66        | 4         |
| 8.       | Kisvárda        | 71               | 70        | 1         |
| 9.       | Mezőkövesd      | 72               | 69        | 3         |
| 10.      | Paks            | 80               | 77        | 3         |
| 10.      | Puskás Akadémia | 80               | 80        | 0         |
| 12.      | Kecskemét       | 95               | 94        | 1         |
| Összesen | Összesen        | 846              | 819       | 27        |

### Nézőszám
A táblázat a csapatok hazai bajnoki mérkőzésein helyet foglaló nézők számát mutatja a hivatalos adatok alapján, az átlagnézőszámok sorrendjében.
Frissítve: 2024. május 19. (33. forduló után), forrás: Magyar Futball. www.magyarfutball.hu
| Hely.     | Csapat          | Mérk. | Összes  | Legn.  | Legk. | Átl.   | Előző  | Vált.  |
| --------- | --------------- | ----- | ------- | ------ | ----- | ------ | ------ | ------ |
| 1.        | Ferencváros     | 17    | 192.767 | 20.357 | 6.127 | 11.339 | 10.430 | 0+9%   |
| 2.        | Diósgyőr        | 17    | 109.338 | 12.178 | 3.412 | 06.432 | 03.833 | 0+68%‡ |
| 3.        | Debrecen        | 17    | 091.347 | 12.114 | 3.664 | 05.373 | 05.493 | 0-2%   |
| 4.        | Újpest          | 17    | 086.010 | 11.202 | 2.610 | 05.059 | 03.738 | 0+35%  |
| 5.        | Fehérvár        | 16    | 063.456 | 08.061 | 1.752 | 03.966 | 03.239 | 0+22%  |
| 6.        | Zalaegerszeg    | 16    | 048.597 | 09.068 | 1.588 | 03.037 | 02.492 | 0+22%  |
| 7.        | Kecskemét       | 17    | 049.886 | 04.957 | 1.824 | 02.934 | 02.835 | 0+4%   |
| 8.        | MTK Budapest    | 17    | 047.777 | 05.322 | 1.734 | 02.810 | 0989   | +184%‡ |
| 9.        | Paks            | 16    | 040.491 | 04.201 | 1.712 | 02.531 | 02.135 | 0+19%  |
| 10.       | Mezőkövesd      | 16    | 034.835 | 04.130 | 1.451 | 02.177 | 02.086 | 0+4%   |
| 11.       | Puskás Akadémia | 16    | 032.675 | 03.700 | 0800  | 02.042 | 01.649 | 0+24%  |
| 12.       | Kisvárda        | 16    | 032.507 | 03.150 | 1.200 | 02.032 | 02.262 | 0-10%  |
| Összesen: | Összesen:       | 198   | 829.686 | 20.357 | 0800  | 04.190 | 03.432 | 0+22%  |

Jelmagyarázat: ‡A csapat az előző szezonban az NB II-ben szerepelt

### Csapatok száma vármegyénkénti bontásban
| #. | Vármegye | Vármegye               | Csapatok száma | Csapatok                          | Dunántúl                                           | Közép-Magyarország                    | Alföld és Észak                                           |
| -- | -------- | ---------------------- | -------------- | --------------------------------- | -------------------------------------------------- | ------------------------------------- | --------------------------------------------------------- |
| 1. |          | Budapest (főváros)     | 3              | Ferencváros, MTK Budapest, Újpest | - Puskás Akadémia - Fehérvár - Paks - Zalaegerszeg | - Ferencváros - MTK Budapest - Újpest | - Debrecen - Diósgyőr - Kecskemét - Kisvárda - Mezőkövesd |
| 2. |          | Fejér                  | 2              | Puskás Akadémia, Fehérvár         | - Puskás Akadémia - Fehérvár - Paks - Zalaegerszeg | - Ferencváros - MTK Budapest - Újpest | - Debrecen - Diósgyőr - Kecskemét - Kisvárda - Mezőkövesd |
| 2. |          | Borsod-Abaúj-Zemplén   | 2              | Mezőkövesd, Diósgyőr              | - Puskás Akadémia - Fehérvár - Paks - Zalaegerszeg | - Ferencváros - MTK Budapest - Újpest | - Debrecen - Diósgyőr - Kecskemét - Kisvárda - Mezőkövesd |
| 3. |          | Bács-Kiskun            | 1              | Kecskemét                         | - Puskás Akadémia - Fehérvár - Paks - Zalaegerszeg | - Ferencváros - MTK Budapest - Újpest | - Debrecen - Diósgyőr - Kecskemét - Kisvárda - Mezőkövesd |
| 3. |          | Hajdú-Bihar            | 1              | Debrecen                          | - Puskás Akadémia - Fehérvár - Paks - Zalaegerszeg | - Ferencváros - MTK Budapest - Újpest | - Debrecen - Diósgyőr - Kecskemét - Kisvárda - Mezőkövesd |
| 3. |          | Szabolcs-Szatmár-Bereg | 1              | Kisvárda                          | - Puskás Akadémia - Fehérvár - Paks - Zalaegerszeg | - Ferencváros - MTK Budapest - Újpest | - Debrecen - Diósgyőr - Kecskemét - Kisvárda - Mezőkövesd |
| 3. |          | Tolna                  | 1              | Paks                              | - Puskás Akadémia - Fehérvár - Paks - Zalaegerszeg | - Ferencváros - MTK Budapest - Újpest | - Debrecen - Diósgyőr - Kecskemét - Kisvárda - Mezőkövesd |
| 3. |          | Zala                   | 1              | Zalaegerszeg                      | 4 csapat                                           | 3 csapat                              | 5 csapat                                                  |

## Díjak

### A hónap legjobbjai
| Hónap            | Hónap edzője      | Hónap edzője | Hónap játékosa | Hónap játékosa | Hónap gólja   | Hónap gólja | Hónap gólja     | Hónap védése | Hónap védése | Hónap védése    | F.     |
| Hónap            | Edző              | Klub         | Játékos        | Klub           | Játékos       | Klub        | Mérkőzés        | Játékos      | Klub         | Mérkőzés        | F.     |
| ---------------- | ----------------- | ------------ | -------------- | -------------- | ------------- | ----------- | --------------- | ------------ | ------------ | --------------- | ------ |
| Július–augusztus | Kuznyecov Szergej | DIÓ          | Matija Ljujić  | ÚJP            | Stefan Lončar | DEB         | DEB–MEZ, 33. p. | Banai Dávid  | ÚJP          | ÚJP–ZTE, 43. p. | [ 21 ] |

Jelmagyarázat: DEB = Debrecen; DIÓ = Diósgyőr; FEH = Fehérvár; FTC = Ferencváros; KIS = Kisvárda; KTE = Kecskemét; MEZ = Mezőkövesd; MTK = MTK Budapest; PAK = Paks; PUS = Puskás Akadémia; ÚJP = Újpest; ZTE = Zalaegerszeg;

## Nemzetközi kupaszereplés

### Eredmények
Az eredmények minden esetben a magyar csapatok szemszögéből értendőek.
(o) – otthon játszott, (i) – idegenben játszott mérkőzés, h.u. – hosszabbítás után, t: – tizenegyesekkel
| Csapat       | Kiírás                  | Forduló                     | Ellenfél            | 1. mérk. | 2. mérk.       | Össz.        |
| ------------ | ----------------------- | --------------------------- | ------------------- | -------- | -------------- | ------------ |
| Ferencváros  | Bajnokok Ligája         | 1. selejtezőkör             | KÍ                  | 0–0 (i)  | 0–3 (o)        | 0–3          |
| Ferencváros  | Európa Konferencia Liga | 2. selejtezőkör             | Shamrock Rovers     | 4–0 (o)  | 2–0 (i)        | 6–0          |
| Ferencváros  | Európa Konferencia Liga | 3. selejtezőkör             | Ħamrun Spartans     | 6–1 (i)  | 2–1 (o)        | 8–2          |
| Ferencváros  | Európa Konferencia Liga | Rájátszás a csoportkörért   | Žalgiris            | 4–0 (i)  | 3–0 (o)        | 7–0          |
| Ferencváros  | Európa Konferencia Liga | Csoportkör (F)              | Fiorentina          | 2–2 (i)  | 1–1 (o)        |              |
| Ferencváros  | Európa Konferencia Liga | Csoportkör (F)              | Genk                | 0–0 (i)  | 1–1 (o)        |              |
| Ferencváros  | Európa Konferencia Liga | Csoportkör (F)              | Čukarički           | 3–1 (o)  | 2–1 (i)        |              |
| Ferencváros  | Európa Konferencia Liga | Rájátszás a nyolcaddöntőért | Olympiakosz Pireusz | 0–1 (i)  | 0–1 (o)        | 0–2          |
| Zalaegerszeg | Európa Konferencia Liga | 2. selejtezőkör             | Osijek              | 0–1 (i)  | 1–2 (o)        | 1–3          |
| Kecskemét    | Európa Konferencia Liga | 2. selejtezőkör             | Riga                | 2–1 (o)  | 1–3 (h.u.) (i) | 3–4          |
| Debrecen     | Európa Konferencia Liga | 2. selejtezőkör             | Alaskert            | 1–0 (i)  | 1–2 (h.u.) (o) | 2–2 (t. 3–1) |
| Debrecen     | Európa Konferencia Liga | 3. selejtezőkör             | Rapid Wien          | 0–0 (i)  | 0–5 (o)        | 0–5          |

### UEFA-együttható
A szezon során a magyar klubcsapatok az alábbi eredményeket érték el:
| Csapat       | SGY | SD | SV | GY | D | V | Bónusz | Pont   | Átlag |
| ------------ | --- | -- | -- | -- | - | - | ------ | ------ | ----- |
| Ferencváros  | 6   | 1  | 1  | 2  | 4 | 2 | 1,000  | 15,500 |       |
| Debrecen     | 1   | 1  | 2  | 0  | 0 | 0 | 0,000  | 01,500 |       |
| Kecskemét    | 1   | 0  | 1  | 0  | 0 | 0 | 0,000  | 01,000 |       |
| Zalaegerszeg | 0   | 0  | 2  | 0  | 0 | 0 | 0,000  | 00,000 |       |
| Összesen     | 8   | 2  | 6  | 2  | 4 | 2 | 1,000  | 18,000 | 4,500 |